# Candy 66 (álbum)
A+ es el segundo disco de la banda de metal venezolana Candy 66 lanzado al mercado en 2003.

## Lista de canciones
1. - Bandera
2. - A+
3. - Fantasma
4. - Niño
5. - Ceniza
6. - Mira Las Sombras
7. - Fé
8. - Bifásico
9. - Somos Los Mismos De Ayer
10. - Rata
11. - Su